# Helene Tursten
Ulla Helene Marie Samuelsson Tursten, född 17 februari 1954 i Göteborg, är en svensk kriminalförfattare. Hon bor sedan 1990-talet i Sunne i Värmland. Tursten är mest känd för sina romaner om kriminalinspektören Irene Huss, som även filmatiserats ett flertal gånger.

## Biografi
Före författarkarriären arbetade Tursten som sjuksköterska. Hon är även legitimerad tandläkare och arbetade minst tio år i det yrket.
Tursten debuterade 1998 med Den krossade tanghästen, den första boken i romanserien om kriminalinspektören Irene Huss, bosatt i Göteborg. Irene Huss var den första kvinnliga huvudrollsfiguren i "deckarvågen". Böckerna är översatta till 18 språk, bland annat tyska, engelska och norska. Internationella framgångar har Irene Huss-böckerna nått inte minst i Tyskland. 
Helene Tursten nämns som en stilmedveten, säker och pålitlig deckarförfattare.
Böckerna om Irene Huss har blivit bio- och TV-deckare. I Danmark har de fyra första filmerna visats i flera omgångar på DR1.

### Böcker
Kriminalromaner med Irene Huss i huvudrollen
- 1998 - Den krossade tanghästen
- 1999 - Nattrond
- 1999 - Tatuerad torso
- 2002 - Glasdjävulen
- 2004 - Guldkalven
- 2005 - Eldsdansen
- 2007 - En man med litet ansikte
- 2008 - Det lömska nätet
- 2010 - Den som vakar i mörkret
- 2012 - I skydd av skuggorna

Kriminalromaner med Embla Nyström i huvudrollen
- 2014 - Jaktmark
- 2016 - Sandgrav
- 2018 - Snödrev

Andra böcker
- 2003 – Kvinnan i hissen och andra mystiska historier, berättelser.
- 2004 – Svarta diamanter, en antologi med flera kvinnliga författare. Helene Tursten har redigerat boken.
- 2013 – Mina mindre mord och mysterier[9]
- 2020 – Äldre dam med mörka hemligheter

### Filmatiseringar
Filmer som bygger på böckerna om Irene Huss
- 2007 – Tatuerad torso
- 2007 – Den krossade tanghästen
- 2008 – Nattrond
- 2008 – Glasdjävulen
- 2008 – Eldsdansen
- 2008 – Guldkalven
- 2011 – Den som vakar i mörkret
- 2011 – Det lömska nätet
- 2011 – En man med litet ansikte

Fristående historier om Irene Huss
- 2011 – Tystnadens cirkel
- 2011 – I skydd av skuggorna
- 2011 – Jagat vittne